# Кремонский диалект ломбардского языка
Кремонский диалект западноломбардского языка — диалект западноломбардского языка, употребляемый в Кремоне, Ломбардия, Италия (за исключением Кремы и области Соресины, где распространён восточноломбардский язык и области Касламаджоре, где употребляется эмилиано-романьольское наречие). Кремонский диалект подвергся сильному влиянию эмилиано-романьольского наречия, но не является его диалектом. Если его рассматривать как диалект западноломбардского языка, не в последнюю очередь из-за его распространения в Ломбардии, а не в Эмилии-Романье, то он будет относиться к юго-западным наречиям ломбардского языка.